# Durbusch
Durbusch ist ein Stadtteil von Lohmar im Rhein-Sieg-Kreis in Nordrhein-Westfalen.

## Geographie
Durbusch liegt im Nordosten des Stadtgebiets von Lohmar. Die Ortschaften und Weiler Breide, Boddert, Oberdahlhaus und Unterdahlhaus sind mit ihm durch Siedlungswachstum verschmolzen. Die benachbarten Weiler sind Brambach, Schneppensiefen, Kombach, Bombach und Halfenbüchel im Nordosten, Breideneichen im Osten, Stöcken, Hoven und Jexmühle im Südosten, Honrath im Süden sowie Kleineigen im Südwesten.
Im nordöstlichen Teil von Durbusch entspringt der Dahlhauser Bach, ein orographisch rechter Nebenfluss der Agger. Südöstlich von Durbusch entspringt der Jexmühlenbach, ein orographisch rechter Nebenfluss der Agger.

## Geschichte
Im Jahre 1885 hatte der Weiler Durbusch 20 Einwohner, die in drei Häusern lebten.
Nach einem Adressbuch aus dem Jahre 1901 zählte der Ort Durbusch zwei Ackerer, einen Schmied und einen Schreiner.
Bis zum 1. August 1969 gehörte der Ort zu der bis dahin eigenständigen Gemeinde Wahlscheid.

## Verkehr
- Durbusch liegt an der Landesstraße 84.
- Der Ort liegt in der Nähe zum Bahnhof Lohmar-Honrath bei Jexmühle.
- Der ÖPNV wird durch das Anruf-Sammeltaxi (AST) ergänzt. Durbusch gehört zum Tarifgebiet des Verkehrsverbund Rhein-Sieg (VRS).